# Planta Europa
Planta Europa é uma rede de organizações independentes, governamentais e não-governamentais, que trabalham juntas com o objectivo de conservar plantas e fungos selvagens da Europa. Possui mais de 60 membros de 34 países europeus.
The Planta Europa Network foi estabelecida em 1995 como resultado de uma conferência que discutiu sobre cooperação pan-europeia para a conservação vegetal. Desde então, a Planta Europa tem registado conferências a cada 3 anos (1998 na Suécia, 2001 na República Checa, 2004 na Espanha e em 2007 na Roménia). Nestas conferências, os botânicos e conservacionistas de vários países europeus juntam-se para discutir direcções a tomar e estabelecer objectivos para a conservação das plantas.
Na conferência de 2007, na Roménia, membros da Planta Europa trabalharam em conjunto com o objectivo de produzir uma nova Estratégia Europeia para a Conservação das Plantas, para publicação em 2008.
O secretariado da organização tem sede em Salisbury, Inglaterra, no quartel general da organização Plantlife.